# 伊與喜站
伊與喜站（日语：／ Iyoki eki */?）是一位於日本高知縣幡多郡黑潮町伊與喜、隸屬於土佐黑潮鐵道（日语：土佐くろしお鉄道）的鐵路車站。車站編號為TK29。車站與國道56號並行。

## 車站結構

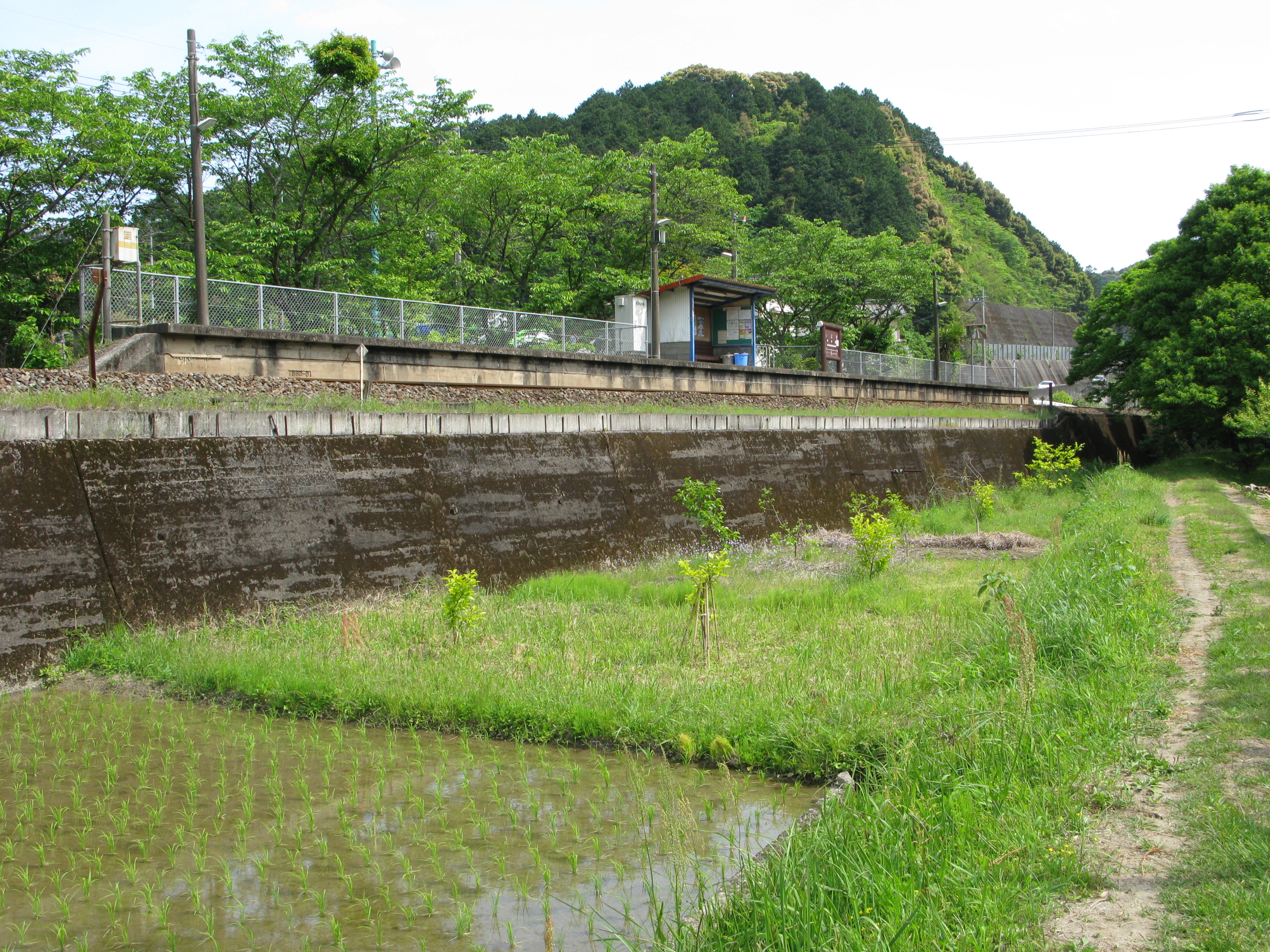
車站遠景(2009年5月)

本站為簡易車站模式，位處山區，並不設置站舍，附近主要為農地，住屋稀少。

### 月台配置
只設有側式月台1個，有效長度為3卡列車。月台中央設有蓋候車亭，候車亭旁為月台出入口。本站並沒有設置自動售票機，乘客需直接在列車上取票。
| 路線     | 方向     | 目的地         |
| -------- | -------- | -------------- |
| ■ 中村線 | （下行） | 中村、宿毛方向 |
| ■ 中村線 | （上行） | 窪川方向       |

## 歷史
- 1963年12月18日：隨日本國有鐵道中村線通車開業[2]，為無人站[3]。
- 1987年4月1日：日本國鐵分割民營化，車站的營運由JR四國繼承。
- 1988年4月1日：隨中村線轉交由土佐黑潮鐵道管理及營運。

## 使用狀況
車站周邊只有極零星的民居及一座商業建築物，河的西側有一細小的集落。早年還可以維持每日平均有十多人的使用量，但2020年代起，使用量急跌至只有單位數，為全部車站中倒數第五位。
| 1日上落人數推斷 | 1日上落人數推斷 |
| 年度            | 1日平均人數     |
| --------------- | --------------- |
| 2011            | 42              |
| 2012            | 32              |
| 2013            | 28              |
| 2014            | 17              |
| 2015            | 21              |
| 2016            | 17              |
| 2017            | 20              |
| 2018            | 21              |
| 2019            | 16              |
| 2020            | 11              |
| 2021            | 6               |
| 2022            | 4               |

## 相鄰車站
土佐黑潮鐵道
■中村線
■特急「四萬十」1號、4號、「足摺」
通過
■普通
荷稻（TK28）－伊與喜（TK29）－土佐佐賀（TK30）

## 外部連結
- 土佐黑潮鐵道伊與喜站官方網頁